# 小行星4235
小行星4235（英語：4235 Tatishchev）是一颗围绕太阳公转的小行星。1978年9月27日，柳德米拉·切爾尼赫在克里米亚发现了此天体。
这颗小行星的绝对星等为302.9026731210712等。